# Josh Jacobs
Pour les articles homonymes, voir Jacobs.
(en) Statistiques sur pro-football-reference
Josh Jacobs, né le 11 février 1998 à Tulsa en Oklahoma, est un sportif professionnel américain de football américain évoluant au poste de running back dans la National Football League (NFL) depuis la saison 2019 et jouant actuellement pour les Packers de Green Bay.
Au niveau universitaire, il a joué pour le Crimson Tide de l'université de l'Alabama pendant trois saisons (2016-2018) dans la NCAA Division I FBS et sa Southeastern Conference où il remporte le titre national 2017.
Il est ensuite sélectionné en 24e choix global lors du premier tour de la draft 2019 de la NFL par la franchise des Raiders d'Oakland/Raiders de Las Vegas avec qui il joue pendant cinq saisons (2019-2023) avant de rejoindre les Packers de Green Bay le 14 mars 2024.

## Biographie

### Carrière universitaire
Étudiant à l'université de l'Alabama, il joue au football américain pour son équipe du Crimson Tide dans la NCAA Division I FBS de 2016 à 2018. Il y remporte le College Football Championship Game 2018, finale du championnat universitaire 2017 joué contre les Bulldogs de la Géorgie dont il est le meilleur joueur à la suite des 83 yards gagnés et des deux touchdowns inscrits à la course,.

### Carrière professionnelle

#### Draft
Il est sélectionné en 24e choix global lors du premier tour de la draft 2019 de la NFL par la franchise des Raiders d'Oakland avec qui il signe un contrat de 4 ans pour un montant garantis de 11,9 millions de dollars.

#### Raiders d'Oakland / Las Vegas

##### 2019
Jacobs est désigné titulaire au poste de running back dès le début de la saison 2019. Il inscrit deux touchdowns lors de son premier match professionnel face aux Broncos de Denver et accumule par la suite de bonnes performances qui lui permettent d'être désigné meilleur joueur rookie offensif de la ligue lors des mois d'octobre et de novembre. Il est considéré comme un candidat au titre de meilleur rookie offensif de l'année. En fin de saison 2019, il totalise en 13 matchs, 1 150 yards et 7 touchdowns devenant le premier joueur rookie de l'histoire des Raiders à gagner au moins 1 000 yards à la course.

##### 2023
Le 6 mars 2023, les Raiders placent leur franchise tag sur Jacobs. Le 26 août 2023, Jacobs signe un contrat d'un an pour 12 millions de dollars. En 4e semaine lors de la défaite chez les Chargers de Los Angeles, Jacobs gagne 58 yards et inscrit un touchdown à la course en plus d'avoir effectué 8 réceptions pour un gain supplémentaire de 81 yards. En 9e semaine , Jacobs gagne 98 yards et inscrit deux touchdowns à la course lors de la victoire 30 à 6 contre les Giants de New York. Cinq jours après le match, Jacobs est condamné à une amende de 21 855 dollars pour avoir baissé son casque pour initier un contact. Jacobs se blesse au quad, ce qui met un terme à sa saison.
Il totalise en 2023 avec 233 courses pour un gain de 805 yards et six touchdowns en plus des 296 yards gagnés en 37 réceptions.

#### Packers de Green Bay
Le 14 mars 2024, Jacobs signe un contrat de quatre ans pour un montant de 48 millions de dollars avec les Packers de Green Bay.

## Statistiques

### Universitaires
| Année       | Équipe                    | Statut      | MJ |     | Courses | Courses | Courses | Courses |       | Passes réceptionnées | Passes réceptionnées | Passes réceptionnées | Passes réceptionnées |
| Année       | Équipe                    | Statut      | MJ | Nb. | Yards   | Moy.    | TD      | Nb.     | Yards | Moy.                 | TD                   |                      |                      |
| 2016        | Crimson Tide de l'Alabama | Fr.         | 14 | 085 | 567     | 6,7     | 04      | 14      | 156   | 11,1                 | 0                    |                      |                      |
| 2017        | Crimson Tide de l'Alabama | So.         | 11 | 046 | 284     | 6,2     | 01      | 14      | 168   | 12,0                 | 2                    |                      |                      |
| 2018        | Crimson Tide de l'Alabama | Jr.         | 15 | 120 | 640     | 5,3     | 11      | 20      | 247   | 12,4                 | 3                    |                      |                      |
| Totaux NCAA | Totaux NCAA               | Totaux NCAA | 40 | 251 | 1 491   | 5,9     | 16      | 48      | 571   | 11,9                 | 5                    |                      |                      |

### Professionnelles
| Année      | Équipe               | MJ |                | Courses        | Courses        | Courses        | Courses        |                | Passes réceptionnées | Passes réceptionnées | Passes réceptionnées | Passes réceptionnées |  | Fumbles | Fumbles |
| Année      | Équipe               | MJ | Nb.            | Yards          | Moy.           | TD             | Nb.            | Yards          | Moy.                 | TD                   | Nb.                  | Perdus               |  |         |         |
| 2019       | Raiders d'Oakland    | 13 | 242            | 1 150          | 4,8            | 07             | 20             | 166            | 8,3                  | 0                    | 1                    | 1                    |  |         |         |
| 2020       | Raiders de Las Vegas | 15 | 273            | 1 065          | 3,9            | 12             | 33             | 238            | 7,2                  | 0                    | 2                    | 2                    |  |         |         |
| 2021       | Raiders de Las Vegas | 15 | 217            | 0 872          | 4,0            | 09             | 54             | 348            | 6,4                  | 0                    | 2                    | 2                    |  |         |         |
| 2022       | Raiders de Las Vegas | 17 | 340            | 1 653          | 4,9            | 12             | 53             | 400            | 7,5                  | 0                    | 3                    | 1                    |  |         |         |
| 2023       | Raiders de Las Vegas | 13 | 233            | 0 805          | 3,5            | 06             | 37             | 296            | 8,0                  | 0                    | 3                    | ?                    |  |         |         |
| 2024       | Packers de Green Bay | ?  | Saison à venir | Saison à venir | Saison à venir | Saison à venir | Saison à venir | Saison à venir | Saison à venir       | Saison à venir       | ?                    | ?                    |  |         |         |
| Totaux NFL | Totaux NFL           | 73 | 1 305          | 6 045          | 4,2            | 46             | 197            | 1 454          | 7,5                  | 0                    | 11                   | ?                    |  |         |         |

| Année | Équipe               | MJ |     | Courses | Courses | Courses | Courses |       | Passes réceptionnées | Passes réceptionnées | Passes réceptionnées | Passes réceptionnées |  | Fumbles | Fumbles |
| Année | Équipe               | MJ | Nb. | Yards   | Moy.    | TD      | Nb.     | Yards | Moy.                 | TD                   | Nb.                  | Perdus               |  |         |         |
| 2021  | Raiders de Las Vegas | 1  | 13  | 83      | 6,4     | 0       | 4       | 44    | 11,0                 | 0                    | 0                    | 0                    |  |         |         |